# TIM神様の宿題
TIM 神様の宿題（ティーアイエムかみさまのしゅくだい）は2003年7月10日から2009年3月19日まで中国放送（RCCテレビ）で毎週木曜日の18:55 - 19:54に放送されていた広島ローカルバラエティ番組。

## 番組内容
番組開始当初は「しあわせ家族計画」に類似した番組だった（過去の企画参照）が、開始から半年後には「かみさまっぷ」の内容に定着した（後述参照）。
2009年4月以降はローカルセールス枠が水曜日20時台へ移動したため、後番組は生放送のスポーツ情報番組『じゃんが×2スタジアム〜ひろしまスポーツ応援団〜』（アンガールズ司会、2010年3月終了）となった。

### 放送概要
- 2003年7月10日 - 2009年3月19日まで放送。
- 長寿番組だった「西田篤史の週刊パパたいむシリーズ」の後番組
- 主にロケは広島県内（稀に中国地方隣県あり）
- 「かみさまっぷ」で宿題をクリアしたチームは食事時に「うまいニャ〜」と言うのがほぼお約束となっていた。
- スポンサーにアサヒビールが付いているため、「アサヒビール 神様の乾杯」と題したCMが放送されていたことがあった。

## 放送時間

### 終了時点のネット局
| 放送対象地域 | 放送局            | 系列    | 放送時間                     | ネット状況 | 備考        |
| ------------ | ----------------- | ------- | ---------------------------- | ---------- | ----------- |
| 広島県       | 中国放送（RCC）   | TBS系列 | 木曜 18:55 - 19:54           | 制作局     | [ 1 ] [ 2 ] |
| 愛媛県       | あいテレビ（itv） | TBS系列 | 金曜 0:55 - 1:55（木曜深夜） | 6時間遅れ  | [ 3 ]       |

### 過去のネット局
| 放送対象地域 | 放送局            | 系列    | 放送時間           | 放送期間               |
| ------------ | ----------------- | ------- | ------------------ | ---------------------- |
| 山口県       | テレビ山口（tys） | TBS系列 | 金曜 15:50 - 16:50 | 2004年10月 - 2005年3月 |

その他、IBC岩手放送では「マギー審司の神様のゆうびん屋さん再会SP」が深夜枠で単発放送されたことがある（マギー審司が岩手県出身であるため）。
RCCでは、野球中継を木曜日に編成した時の雨天中止時や番組改編期、その他番組制作上の都合からそれ以外でも時折本番組の放送をぜず、TBSからの番組（「徳光和夫の感動再会"逢いたい"」）を同時ネットすることがあった。
一方、『うたばん』が『とくばん』として時間を拡大して放送する場合、毎回ではないが本番組を優先して20:00からの1時間短縮版の『とくばん』を放送したことがあった。

## 出演者

### レギュラー出演者
- TIM（レッド吉田・ゴルゴ松本）
- 横山雄二アナウンサー（2007年4月 - ）
- 吉田幸アナウンサー（2007年4月 - ）
- マギー審司（2004年4月 - ）
- アンガールズ（田中卓志・山根良顕）（2005年7月 - ）
- 山田花子（2005年7月 - ）
- いとうあさこ（2006年10月 - ）

### 過去のレギュラー出演者
- 桜井弘規アナウンサー
- 桑原しおりアナウンサー（2003年7月 - 2007年3月）
- 波田陽区（2004年10月 - 2005年6月）

## 放送終了時の企画

### かみさまっぷ
TIM（レッド吉田、ゴルゴ松本）とタレント・芸能人もしくは広島県民が3人以上でタッグを組んでチェックポイントを目指すというもの。レッドがリーダーのレッドチーム（赤服）、ゴルゴがリーダーのゴルゴチーム（黄服）にそれぞれ分かれ「かみさまっぷ」に記された広島の名店5店を目指す。宿題をクリアした店の多いチームが勝ち。VTRから出されるクイズやゲームの宿題にクリアしなければ到着した店の料理を食べることができない。尚、ゴルゴは「食べられなかったロケの日はパンを食べている」とグルメ本の「かみさまっぷグルメを食べたい!」の座談会で語ったことからやらせは一切ないことが分かる。
芸能人が出演する場合は「かみさまっぷ・芸能人大会」というタイトルになる。また、2年に1度のペースで普段なかなか登場しない有名人（内村光良など）が番宣絡みで登場することがある。また、1つの対決を2週にわたって放映し、芸能人、広島県民と交互に出演することが多い（芸能人→広島県民→芸能人の繰り返し）。
2009年2月26日放送分から4週にわたり、広島県内の21市町村をレギュラー陣各自で回っていく『巨大かみさまっぷ』という特別企画を展開した。

### アンガールズのそっくりさん探しの旅
アンガールズの二人が広島県内にいる有名人のそっくりさんを探す旅。
二人がそっくりさんを発見しても、当該の有名人に似ているかどうかはスタッフによって判定される。

### マギー審司の瀬戸内海島巡りの旅
広島県内の島嶼部をマギーが旅をしながら回っていく内容で、尾道市（旧因島市土生、旧瀬戸田町）と、（その後の巨大かみさまっぷで）大崎上島町に立ち寄っている。

## 過去の企画

### 神様の宿題に挑戦
TIMの二人が神様となり広島県民に番組考案の「宿題」を出す。グループは家族、学校、クラス、グループなどで組んで挑戦する。

決まっているのは一人ではなくみんなで力を合わせて挑戦する宿題だけ（成功への近道は一致団結、協力）。宿題をクリアするとそのグループには神様からの素敵な贈り物が贈呈される。挑戦までの家族、グループの協力や苦悩を追跡取材し挑戦を盛り上げるとともに、たとえ失敗してもその挑戦から何かを見つけてもらうコーナー。

### ギター侍波田陽区の山陽本線わらしべ長者斬り!
山陽本線を広島県最東端の大門駅からサイコロで出た目だけ進んで、降りた駅で物々交換していき、広島駅を目指していく企画。なお、最終的には大竹駅まで延長された。

### 波田陽区アストラムライン沿線 かけっこ侍の旅
高校時代に「下関の韋駄天」の異名で陸上部で11秒9（100m）の実績を持つ波田陽区を相手に100m走をするゲーム。

対戦相手は毎週アストラムラインでさいころの出た目の数だけ進んで、止まった先の駅の周辺で波田が自らスカウトして2人探す。

出場者には年齢層に合わせたハンデがそれぞれ設定されその状態でハンデなしの波田と対戦する。もし対戦者に負けた場合は波田が自腹で賞金の1万円を払わなければならない（2人共抜かれた場合は各1万円ずつ(=計2万円)）。

### アンガールズの赤ヘルサイン集めだ!! ジャンガジャンガの旅
広島東洋カープファンのアンガールズがカープ選手のサイン色紙を集める（サイン集めボード）という企画。2005年開幕戦ベンチ入り選手のサインすべてを集めることができれば、アンガールズの2人が広島市民球場で行われるカープ戦の始球式に登板できる。ただし選手から直接サインをもらうことはできず、サインのあるお店（飲食店、理髪店、スポーツ店など）などを回らなければならない。万が一2005年シーズン終了までに全員のサインを集めることができなければ、この企画は強制的に終了となる。

結果はカープの2005年シーズン最終戦（10月12日）までには全員分集めることができず（残りは倉義和のサイン1枚のみ）、アンガールズは始球式に登板することができなかった。なおアンガールズより先にTIMの2人が2005年8月3日の対巨人戦で始球式に登場している。

### アンガールズのサインでBINGO ジャンガジャンガの旅
夢の広島市民球場での始球式を目指すサイン集めシリーズ第2弾。用意された有名人25名（広島市内街頭アンケートによる「広島の人達が欲しいと思う有名人サイン」…20名、アンガールズが選択したフリーゾーン…5名⇒＜山根＞左上:為末大、左下:綾瀬はるか ＜田中＞中央:ポルノグラフィティ、右上:明石家さんま、右下:ホリエモン）をBINGOパネルにし、サイン集め第1弾同様有名人のサインが置いてある店などをアンガールズが探すルール。2006年シーズン終了までに縦横斜め1列でも揃えば始球式の権利がもらえる（堀江のサインはゲットできたもののライブドアの証券取引法違反の事件により放送はお蔵入りとなった）。最後に小泉純一郎のサインを見つけ、念願の始球式の権利を獲得したが、桑原アナのドッキリ（10枚の瓦を多く割った方が始球式権獲得）により2006年4月26日の対巨人戦で始球式を出来たのは田中だけたった（さらに追い討ちをかけるようにTIMメンバーは2人を留守にして韓国ロケ(6月8日・15日・22日放送)に行ってしまう結末となってしまった）。

### アンガールズのわしら広島じゃ犬!ドッグでBINGOの旅
前回の始球式で山根が投げられなかったためスタートしたビンゴ企画第3弾。用意された犬の種類ビンゴリスト25匹（真ん中はフリーゾーン:柴犬(中犬)）をペットショップなどで広島県内を探し回る。見つけた犬はその犬とポラロイド写真で一緒に写らなければならない。ビンゴを達成すると山根が始球式の権利が得られる。2006年8月31日放送分でペキニーズとジャイアント・シュナウザーのゲットで見事達成。

### アンガールズの広島びっくり人間マラソン
アンガールズの二人が広島県内にいる、驚くような記録を持つ人を25人(組)探すという企画。
(例･身長が2m以上ある人、七十代でハーレーを乗りこなす人、日本一の小学生横綱力士、頭と足がくっつく軟体人間など)
この企画では、元プロ野球選手衣笠祥雄氏や、Jリーグサンフレッチェ広島の森崎和幸･浩司の双子の兄弟、同OBの森保一氏なども登場している。なお、この企画は2007年4月8日の15時54分から、「アンガールズのびっくり人間を探せ」というタイトルで総集編を放送した。

### アンガールズの赤ヘルサイン集めの旅
2005年に行われた「アンガールズの赤ヘルサイン集めだ!! ジャンガジャンガの旅」から2年ぶりに2007年バージョンとして復活。2007年シーズンに開幕1軍登録された選手全員のサインを集める企画。
2007年5月3日放送分 アンガールズが嶋選手にサインの置いてある店を聞いた時、同選手から「飾られていたサインは僕のではない」と言われた。これは前作の『サイン集め』のコーナー時に訪れた『花とく』（2005年9月1日放送分）で発見した時、同選手のサインではなく筒井正也（現：中日スコアラー）のサインだったことを本人が見ていたためそれを指摘したものであった。

### アンガールズのケータイBINGOの旅
アンガールズの二人が広島県内をまわりながら、ビンゴパネルに描かれている一般人の携帯の画像を探す旅。

### アンガールズのさよなら市民球場カウントダウンの旅
アンガールズの二人が2008年内で見納めとなるカープの本拠地、広島市民球場およびカープにまつわるお宝を探す旅。
すごろく形式で、出た目の数で進んだマスの年に起きたカープに関するお宝を探す。

### マギー審司の神様のゆうびん屋さん
広島県民が手紙をリレー形式で回していき、安芸の宮島に住んでいる人に手紙が回ったらゴールという企画。
ルール
- 手紙を渡す相手は基本的に町名までの宛先しか言ってはいけないため町の人に聞き込みをしながらマギー審司が「ゆうびん屋さん」となり手紙を配達しないといけない（過去には町名以下の場所をうっかりマギーに言ってしまった住人もいた）。
- 人気コーナーである運命からか本来の目的であるゴールにたどり着けさせてもらえない為、3年も続く長期コーナーになった。基本的には広島県内だが、県外の人に手紙が配達されることもあった（例：八王子、大阪、つくば、熊本）。
- コーナーの性質上、基本的に手紙を受け取った人はカメラの前で顔出しするのが暗黙の了解みたいなものであったが、2006年7月13日放送分（66人目）で初の顔出しNGが現れた（そのため公式サイト上には本放送時に紹介された似顔絵が掲載されている）。
- このコーナーは2004年の「JNNエンターテイメント部門」（「マギー審司の神様のゆうびん屋さん再会SP」2004年12月16日放送分）で奨励賞（総合2位）を獲得した実績がある。
  - 再会SPは2004年12月16日に放送され、2006年12月26日（25日深夜）に第2弾、2007年4月12日（11日深夜）に第3弾「完全保存版遂に全国へ」を放送。

### マギー審司の神様のゆうびん屋さんII
およそ3年にわたって行われた「神様のゆうびん屋さん」の続編コーナー。今度は日本全国をマギーが回るため、スタートは東京都在住の吉田永憲から始まり、広島市に住んでいる人に手紙が回せばゴール。BGMの曲はスキマスイッチの「全力少年」。

### 新米マギーパパの赤ちゃんバンザイの旅
父親になったマギーが０歳児の赤ちゃんを捜しながら広島県内を回る旅。
無事に赤ちゃんを見つけることができた場合は記念撮影＆赤ちゃんの母親が20年後の赤ちゃん宛てに手紙を書くルールとなっている。

### 花子のグルメしりとり! あいうえおいしいニャーの旅
山田花子が広島県内の町を訪ね、食べ物しりとりをする。「あ」のつく食べ物からスタートし50音すべてを制覇すればゴール。しりとりに出てきた食べ物は必ず食べなければならない。
一旦は中断していたものの、巨大かみさまっぷで安芸太田町を訪れた際に、残りを全て埋めて制覇した。

### 100万円の宝探し宿題ゲーム
ご当地のグルメをかけてゴルゴチーム、レッドチームにそれぞれ分かれて宿題クリアを目指す特別版。記念すべき第1回目は「神様の宿題スペシャル 史上最大100万円争奪広島グルメ大捜査勝つのは誰だ?」（2006年3月25日(土)14:00 - 15:30、再放送は3月29日(水)24:55 - 26:35）内で放送された。

### グルメ宅配便
TIM、マギー審司、アンガールズ、花子が広島県民の家に広島の豪華グルメを持って突撃訪問する企画。「かみさまっぷ」同様、出された宿題にクリアできたらそのグルメを食べることが出来る。

## スペシャル
『週刊パパたいむ』時代のように中四国拡大スペシャルを放送したり、2005年2月12日には初の全国ネットもされた。ただし『神様の宿題』としての冠は付かず、別の特別番組扱いとして放送された（制作は「神様-」のスタッフと同じ）。

### 全国SP① 「ポッコリ?ペッコリ?チョー食いてぇ!全国縦断グルメバトルうまいもんを探せ」
- 2005.2.12 14:00 - 15:24[6]

旬の絶品料理を目指してタレントたちが全国縦断。しかし、通常の「神様の宿題」同様クイズ・ゲームに勝たないと料理が食べられないというルール。
- 出演

＜TIMチーム＞TIM（レッド吉田・ゴルゴ松本）、うつみ宮土理
＜石塚チーム＞石塚英彦、三倉茉奈・佳奈、波田陽区
＜その他出演＞モンキッキー、内山信二、桑原しおり（RCCアナ）

### 中四国拡大版 神様も!VOICEも!チョー○○てぇ! シリーズ
- 2005.9.15 18:55 - 19:54「神様も!VOICEも!チョー食いてぇ 瀬戸内横断グルメバトルうまいもんを探せ」
- 出演:TIM、石塚英彦、ビビる大木、アンガールズ ほか

- 2006.9.14 18:55 - 19:54「神様も!VOICEも!チョー食いてぇ!瀬戸内横断グルメバトルⅡ うまいもんを探せ」[7]
- 出演:TIM、石塚英彦 ほか

- 2007.9.13 18:55 - 19:54「神様も!VOICEも!チョー食いてぇ!讃岐うどん完全ガイド」[8]
- 出演:TIM、石塚英彦 ほか

- 2008.10.16 18:55 - 19:54「神様も!VOICEも!チョー行きてぇ 瀬戸内海 島めぐり旅スペシャル」[9]
- 出演:TIM、石塚英彦、ドロンズ石本、アンガールズ ほか

### 生放送 「祭りがでっかくなっちゃった。広島のうまいもん命!TIM神様の宿題スペシャル」
- 2005.10.15 12:00 - 13:58（第1部）、15:24 - 16:54（第2部）[10]
- 出演:TIM、アンガールズ、三倉茉奈・佳奈、マギー審司

### 全国SP② 「ポッコリ?ペッコリ?全国縦断グルメバトルII」
- 2006.2.11 14:00 - 15:24
- 出演

＜TIMチーム＞ レッド吉田、ゴルゴ松本、国生さゆり
＜石塚チーム＞ 石塚英彦、三倉茉奈・佳奈
＜その他出演＞ 哀川翔、山田花子、ビビる大木、内山信二、マギー審司、アンガールズ

### 次長課長の麺遊記
※2007年のRCC制作全国ネット単発番組は、TIMに代わって次長課長がメインとなった。
2007年2月10日 14:00 - 15:24
出演：次長課長、間寛平、友近、熊田曜子、マギー審司、まちゃまちゃ、村上ショージ、小籔千豊

### グルメ誕生キセキの瞬間
2009年2月14日 14:00 - 15:24
出演：石塚英彦、アンガールズ、有吉弘行、TIM、ビビる大木、柳原可奈子、マリエ、ドロンズ石本

### 歴史娯楽エンタテインメント THE『戦国グルメ』
2010年2月13日 14:00 - 15:24
出演：片岡鶴太郎、菊川怜、アンガールズ、光浦靖子、ゴルゴ松本（TIM）、小日向えり、柏木由紀（AKB48）

## 補足など

### DVD
- アンガールズのサイン集めの旅 〜広島東洋カープ編〜（2006年8月25日発売）
  - アンガールズがお届けする広島カープ名場面集&アンガールズの決死の体力測定
  - 初回限定封入特典：アンガールズが選ぶ広島カープベストナイン・なりきりプロ野球カード

『アンガールズのサイン集めの旅』シリーズ（元タイトル:「アンガールズの赤ヘルサイン集めだ!! ジャンガジャンガの旅」より）の広島東洋カープ編（第1弾）を収録したDVD。編集した放送本編に加え、本放送ではカットされた未公開映像も収録されている。

## スピンアウト企画

### 「マギー審司の夢がでっかくなっちゃった 〜広島冬のボーナス編〜」
- 2006.12.10 15:00 - 16:24
- 出演: マギー審司、いとうあさこ、桑原しおり、松ちゃん（※番組一般参加者で準レギュラー）

番組のレギュラーメンバーである マギー審司（夫役）、いとうあさこ（妻役）、桑原しおり（案内役）、宇品の松ちゃん（姑役）が広島市内を周りながら電化製品やコートなどをかけて、マギーvs店員のマジック対決や、メンバーがお題に挑戦する企画だった（マジックを見破れずに済むorお題をクリアしたら視聴者プレゼントになった）。 

## 視聴率
- この時間のTBSの番組「徳光和夫の感動再会"逢いたい"」は平均約9％とワースト1位に入るほどの低視聴率を記録しているが、（2006年9月までは「クイズ!日本語王」）この番組はゴールデンタイムでは唯一の地域密着性の番組であることから非常に人気が高く度々広島地区の視聴率では首位についていた。

## その他
- 番組の第一回放送分は崇徳学園にて、「神様の宿題に挑戦」に崇徳高校グリークラブが挑戦している。